# Maria Maddalena (ferry)
Le Maria Maddalena est un ferry construit en 1955 par les chantiers Christensens Staalskibsværft A/S de Marstal. Lancé le 3 février 1955, il est mis en service quelques mois plus tard par une compagnie danoise qui l′utilise entre Ærøskøbing et Svendborg sous le nom d'Ærøskøbing. En 1959, il est vendu à la NAVARMA Lines, fondée quelques semaines plus tôt, qui le renomme Maria Maddalena et l'utilise entre la Sardaigne et l′île de La Maddalena puis entre la Sardaigne et l′Italie. En 1978, il est vendu à la S.N.A.P. qui continue de l'utiliser en Italie.

## Histoire
Le Maria Maddalena est un ferry construit en 1955 par les chantiers Christensens Staalskibsværft A/S de Marstal. Lancé le 3 février 1955, il est mis en service quelques mois plus tard par une compagnie danoise qui l′utilise entre Ærøskøbing et Svendborg sous le nom d′Ærøskøbing.
En 1959, la compagnie italienne NAVARMA Lines est fondée. Elle achète l'Ærøskøbing qui deviendra son premier navire sous le nom de Maria Maddalena. Il est mis en service entre Palau et La Maddalena jusqu'en avril 1966, lorsqu'il est déplacé vers la liaison Piombino ↔ Portoferraio.
En 1978, il est vendu à la S.N.A.P. qui continue de l'utiliser en Italie.

## Sources
- (it) Les caractéristiques techniques du Maria Maddalena sur naviecapitani.it
- (en) Les caractéristiques du Maria Maddalena sur vesselfinder.com
- (en) L′histoire du Maria Maddalena sur http://www.simplonpc.co.uk
- (en) L′histoire du Maria Maddalena sur hhvferry.com